# بخش آپر (شهرستان لارنس، اوهایو)
بخش آپر (به انگلیسی: Upper Township) یک منطقهٔ مسکونی در ایالات متحده آمریکا است که در شهرستان لارنس، اوهایو واقع شده‌است.
 بخش آپر ۶۴٫۳ کیلومتر مربع مساحت و ۱۵٬۴۱۸ نفر جمعیت دارد و ۱۸۰ متر بالاتر از سطح دریا واقع شده‌است.